# Jennifer Rivera
Jennifer Rivera   (segle XX) és una mezzosoprano operística estatunidenca que ha tingut una activa carrera internacional des de principis de la dècada de l'any 2000.

## Biografia
Rivera va estudiar a la Juilliard School i a la Music Academy of the West i va aparèixer en diverses produccions amb el Juilliard Opera Center, entre elles Armide de Gluck (1999) i el paper protagonista a La Cenerentola de Rossini (2000), que va repetir al Florida Grand Opera el 2009. Rivera va actuar àmpliament a l'Òpera de Nova York al començament de la seva carrera, interpretant papers com Hansel a Hansel i Gretel (2002), Lazuli a L'étoile de Chabrier (2002), Meg a Little Women de Mark Adamo (2003), Cherubino a Les noces de Fígaro (2004) de Mozart, Rosina a El barber de Sevilla (2005) de Rossini, Myrrhine a Lysistrata d'Adamo (2006) i Nerone a l'Agrippina de Händel (2007).
El 2007 Rivera va crear el paper de Sharon Falconer per a l'estrena mundial d'Elmer Gantry de Robert Aldridge a l'Òpera de Nashville, paper que va repetir a la Montclair State University el 2008. També el 2008, Rivera va interpretar el paper de Sesto a La clemenza di Tito de Mozart amb Roberto Abbado amb el Teatro Regio de Torí. El 2009 va cantar les Offrandes de Varèse en concert i el 2010 va interpretar el paper de Nerone a l'Agripina de Händel amb René Jacobs a la Staatsoper de Berlín i va crear el paper de Veruca Salt per a l'estrena mundial de The Golden Ticket de Peter Ash amb l'Òpera Teatre de Saint Louis. El 2011, Rivera va interpretar el paper d'Ismene a l'Antigona de Traetta amb René Jacobs a la Staatsoper de Berlín, i el 2012, va interpretar el paper principal a La Stellidaura vendicante de Francesco Provenzale al Festival de Música Antiga d'Innsbruck.
El 2013 Rivera va interpretar Mahagonny Songspiel de Kurt Weill i va interpretar la mainadera a Princess and the Pea d'Ernst Toch amb l'Òpera de Cambra de Gotham. L'any 2014 va interpretar el paper de la germana Helen Prejean a Dead Man Walking de Jake Heggie a la Central City Opera, paper que va repetir l'any següent a l'Opera Parallèle de San Francisco i després de nou el 2016 amb l'Òpera de Nova Orleans. També va aparèixer com a príncep Orlofsky a Die Fledermaus a l'Òpera de Portland. El 2015 va interpretar a la reina Sophine a l'estrena mundial de Becoming Santa Claus d'Adamo a l'Òpera de Dallas.
El 2011 va interpretar el paper de Nerone en un enregistrament de l'Agrippina de Händel amb l'Akademie für Alte Musik Berlin amb el director René Jacobs i també el paper de Licida en un enregistrament de L'Olimpiade de Pergolesi, amb l'Academia Montis Regalis i Alessandro de Marchi, totes dues per a Harmonia Mundi. El 2013 va gravar el paper protagonista a La Stellidaura vendicante de Provenzale, també per a Harmonia Mundi. El 2015, va rebre un Helpmann Award, el premi australià a la millor actuació artística, com a millor intèrpret femenina en una òpera pel paper de Faramondo en la producció del Faramondo de Händel de Brisbane Baroque, dirigida per Paul Curran. El 2015 va gravar el paper de Penèlope a Il ritorno d'Ulisse in patria de Monteverdi, nominada al Grammy de 2016 a la millor gravació d'òpera.
Rivera ha estat directora executiva i directora general de la Long Beach Opera des de 2018. El 2019, va supervisar l'estrena mundial de l'òpera guanyadora del premi Pulitzer The Central Park Five d'Anthony Davis.